# Димитър Цветков (генерал)
Вижте пояснителната страница за други личности с името Димитър Цветков.
Димитър Николов Цветков е български офицер, генерал-майор и политик.

## Биография
Роден е на 5 декември 1949 г. в град Пловдив. През 1972 г. завършва Висшето военновъздушно училище „Георги Бенковски“ в Долна Митрополия. През 1982 г. завършва Военната академия в София, а през 1995 г. Академията на Генералния щаб на Русия. От 1 октомври 1990 г. до 1993 г. е назначен за заместник-командир на десети смесен авиационен корпус. На 19 август 1996 г. е освободен от длъжността заместник-командир на 10 смесен авиационен корпус и назначен за командир на корпус „Тактическа авиация“ и удостоен със звание генерал-майор, считано от 1 септември 1996 г. От 19 август 1996 г. е назначен за командир на трансформирания 10-и авиационен корпус в корпус „Тактическа авиация“. На 7 юли 2000 г. е удостоен с висше военно звание генерал-майор. На 23 октомври 2000 г. е освободен от длъжността командир на корпус „Тактическа авиация“ и назначен за заместник-началник на Главния щаб на Военновъздушните сили по подготовка на войските. През 2001 г. Цветков заедно с друг свой колега ръководи международното учение по програмата „Партньорство за мир“. На 6 юни 2002 г. е освободен от длъжността заместник-началник на Главния щаб на Военновъздушните сили по подготовка на войските. Известно време е аташе по отбраната и Военновъздушно аташе на България в Русия.
От 2007 г. е общински съветник. До 2008 г. е заместник-кмет на Пловдив от квотата на партия ГЕРБ, а след това заместник-кмет на Район „Централен“ в Община Пловдив. На 1 януари 2011 г. е избран за заместник-председател на Пловдивския общински съвет. През октомври 2013 г. влиза в сдружение „България без цензура“ и е неин съучредител.

## Образование
- Висше военновъздушно училище „Георги Бенковски“ (до 1972)
- Военна академия „Георги Раковски“ (до 1982)
- Академия на Генералния щаб на армията на Руската федерация (до 1995)

## Военни звания
- Лейтенант (1972)
- Генерал-майор с 1 звезда (1 септември 1996)
- Генерал-майор с 2 звезди (7 юли 2000)